# Sybil Gibson
Sybil Gibson (geboren als Sybil Aaron am 18. Februar 1908 in Dora, Alabama; gestorben am 2. Januar 1995 in Florida) war eine US-amerikanische Künstlerin der Outsider Art.

## Leben
Sybil Aaron wurde am 18. Februar 1908 in Dora, Alabama, als eines von acht Kindern von Lenora Reid Aaron und Monroe Aaron geboren. Ihr Vater war Minenbesitzer und Farmer, ihm gehörte die Sulphur Springs Coal Company.
Sie besuchte das Jacksonville State Teachers College und arbeitete als Lehrerin. Auch wenn sie aus einem wohlhabenden Elternhaus stammte, verbrachte sie einen Großteil ihres Erwachsenenlebens in Armut. Oft zog sie umher und verschwand aus der Familie. Die meiste Zeit ihres Erwachsenenlebens hatte sie kein Interesse an der Malerei, da ihr ein Kunstlehrer am College gesagt hatte, sie hätte kein Talent.
Sie zog in den 40er Jahren aus gesundheitlichen Gründen von Alabama nach Florida. Dort heiratete sie Hugh Gibson und unterrichtete zehn Jahre lang an einer Schule. Nach dem Tod ihres Mannes im Jahr 1958 schien sie von gesundheitlichen und finanziellen Problemen geplagt zu sein und lebte zurückgezogen. Sie verschwand eine Woche vor der Eröffnung ihrer Einzelausstellung im Miami Museum of Modern Art im Mai 1971. Später tauchte sie in Birmingham, Alabama, wieder auf. Nach einiger Zeit fand ihre Tochter sie wieder und sorgte dafür, dass Gibson nach Florida zurückkehrte, wo sie sich einer Operation unterziehen musste, um ihr Sehvermögen wiederherzustellen. Sie verbrachte den Rest ihres Lebens in einer betreuten Einrichtung. Sybil Gibson starb am 2. Januar 1995 in Florida.

## Werk
Erst im Alter von 55 Jahren fing sie an zu malen. Ihre Motive waren Menschen, Gesichter und Blumen, die sie mit Tempera-, Pastell- und Acrylfarben auf flache Papiertüten, Wellpappe oder Zeitungspapier malte. Sie arbeitete mit Temperafarbe und braunen Einkaufstüten aus Papier und entwarf daraus Geschenkverpackungen. Als sie einen schweren Karton einweichte, stellte sie fest, dass nach dem Abziehen der äußeren dicken Schicht eine stabile Malfläche entstand. Obwohl dies ein sehr mühsamer und zeitaufwändiger Vorgang war, entschied sie sich dafür, ihre Leinwände aus braunem Papier und Pappe anzufertigen.
Howell Raines schrieb im Juni 1971: „Die Bilder sind nicht überwältigend, sie sind im besten Sinne wirklich fragil. Die Farben sind sehr zart und während Sybil Gibsons Arbeit figurativ ist, ist ihr Realismus durch eine gewisse traumhafte Qualität gemildert.“
Sybil Gibsons Werke sind in mehreren ständigen Sammlungen vertreten, darunter: Birmingham Museum of Art, Alabama; das Montgomery Museum of Fine Arts, Alabama; Das Miami Museum of Modern Art, Florida; das New Orleans Museum of Art, Louisiana; das American Folk Art Museum, New York; das Brooklyn Museum, New York, und das The New York Historical, New York. Ihre Gemälde wurden mit denen der Künstler Milton Avery und Odilon Redon verglichen und waren weltweit in mehr als fünfzig Einzelausstellungen zu sehen.